# Општина Николаје Балческу (Констанца)
Николаје Балческу (рум. Nicolae Bălcescu) општина је у Румунији у округу Констанца.
Oпштина се налази на надморској висини од 106 m.